# Corral de Piedra, Santiago Ixtayutla
Corral de Piedra är en ort i Mexiko.   Den ligger i kommunen Santiago Ixtayutla och delstaten Oaxaca, i den sydöstra delen av landet, 400 km sydost om huvudstaden Mexico City. Corral de Piedra ligger 737 meter över havet och antalet invånare är 231.
Terrängen runt Corral de Piedra är varierad. Runt Corral de Piedra är det glesbefolkat, med 17 invånare per kvadratkilometer. Närmaste större samhälle är El Limoncillo, 6,9 km öster om Corral de Piedra. I omgivningarna runt Corral de Piedra växer huvudsakligen savannskog.